# Tamaño de los cuerpos celestes
En el espacio exterior hay objetos del tamaño de un grano de arena (que si chocan contra otro objeto o un astronauta son llamados micrometeoritos), miles de asteroides y cometas, con tamaños que van desde unos pocos metros hasta más de 100 km. Considerando los objetos de tamaño cercano al de la Tierra, hasta los más grandes conocidos (excluyendo las agrupaciones como Cúmulos estelares y galaxias), a continuación unos ejemplos de los tamaños de los cuerpos celestes:
- Ceres, planeta enano antes considerado el mayor de los asteroides, con 975 km en su eje mayor y 909 km en el menor
- La Luna, de 3.474,8 km en su diámetro ecuatorial
- Plutón, de 2.390 km
- Mercurio, con 4.879,4 km en su diámetro ecuatorial
- Marte, con 6.804,9 km en su diámetro ecuatorial
- Sirio B, estrella enana compañera de Sirio, de unos 10.500 km, menor que nuestra Tierra
- Venus, con 12.103,6 km íd.
- Tierra, con 12.756,28 km íd.
- Neptuno, con 49.572 km íd.
- Urano, de 51.118 km íd.
- Saturno, de 120.536 km
- Júpiter, de 142.984 km íd.
- El Sol, de 1.392.000 km
- Sirio, de unos 2.200.000 km
- Pólux, de aproximadamente 9.000.000 km (8 a 9 veces el diámetro solar)
- Arturo, de aprox. 22.132.000 km (15,9 soles)
- Aldebarán, de aprox. 34.800.000 km (unos 25 soles)
- Rigel, de unos 98.000.000 km (como 70 soles)
- Betelgeuse, de aprox. 850.000.000 km (unos 650 soles)
- Antares, de aprox. 975.000.000 km (unos 700 soles)

Por una extraña coincidencia, el diámetro de Antares es aproximadamente un millón de veces mayor que el de Ceres.
- Datos: Q9081672